# Бердзеж
Бердзеж (пол. Bierdzież) — село в Польщі, у гміні Полічна Зволенського повіту Мазовецького воєводства.
Населення — 144 особи (2011).
У 1975—1998 роках село належало до Радомського воєводства.

## Демографія
Демографічна структура станом на 31 березня 2011 року:
|          | Загалом | Допрацездатний вік | Працездатний вік | Постпрацездатний вік |
| -------- | ------- | ------------------ | ---------------- | -------------------- |
| Чоловіки | 70      | 11                 | 50               | 9                    |
| Жінки    | 74      | 8                  | 37               | 29                   |
| Разом    | 144     | 19                 | 87               | 38                   |